# Zeche Vereinigte Kassian
Die Zeche Vereinigte Kassian ist ein ehemaliges Steinkohlenbergwerk im Wittener Ortsteil Vormholz. Das Bergwerk war auch unter dem Namen Zeche Vereinigte Cassian bekannt. Trotz der mehr als fünfzigjährigen Geschichte wird über das Bergwerk nur wenig berichtet. Das Bergwerk gehörte zum Märkischen Bergamtsbezirk und dort zum Geschworenenrevier Hardenstein.

## Bergwerksgeschichte
Am 23. November des Jahres 1831 wurde ein Längenfeld verliehen. Am 26. Oktober des Jahres wurde eine Feldeserweiterung verliehen. Im Jahr 1850 war das Bergwerk in Betrieb. Es war ein Flöz mit einer Mächtigkeit von 16 bis 19 Zoll in Verhieb. Im Jahr 1855 wurde das Grubenfeld durch den St. Johannes Erbstollen gelöst. Im selben Jahr war der tonnlägige Schacht Julius in Förderung. Der Schacht hatte eine flache Teufe von 65 Lachter und war mit einem Pferdegöpel ausgerüstet. Der Schacht wurde gemeinsam mit der Zeche Kurzes Ende genutzt. In den Jahren 1858 bis 1860 war die Zeche Vereinigte Kassian noch eigenständig in Betrieb. Am 20. Mai des Jahres 1862 kam es unterhalb der Erbstollensohle des St. Johannes Erbstollen zur Vereinigung zur Zeche Vereinigte Bommerbänker Tiefbau. Im Jahr 1869 wurde das Bergwerk in Fristen gelegt. Im Laufe des Jahres 1875 ging das Bergwerk außer Betrieb. Nachdem das Bergwerk im Jahr 1881 wieder in Betrieb genommen wurde, konsolidierte die Zeche Vereinigte Kassian mit anderen Bergwerken zur Zeche Vereinigte Gideon.

## Förderung und Belegschaft
Auf dem Bergwerk wurden nur Esskohlen abgebaut. Die ersten bekannten Förderzahlen stammen aus dem Jahr 1865, damals wurde eine Förderung von 853 Tonnen Steinkohle erbracht. Im Jahr 1865 wurde eine Förderung von 465 Tonnen Steinkohle erbracht. Die ersten bekannten Belegschaftszahlen stammen aus dem Jahr 1872, damals waren fünf Bergleute auf dem Bergwerk beschäftigt, die eine Förderung von 487 Tonnen Steinkohle erbrachten. Im Jahr 1875 wurden 148 Tonnen Steinkohle gefördert. Die letzten bekannten Förder- und Belegschaftszahlen des Bergwerks stammen aus dem Jahr 1881, es wurden mit sieben Bergleuten 184 Tonnen Steinkohle gefördert.